# Lycenchelys wilkesi
Lycenchelys wilkesi es una especie de pez de la familia de los Zoarcidae en el orden de los perciformes.

## Morfología
- Los machos pueden llegar a alcanzar los 24,9 cm de longitud total.[1]

## Hábitat
Es un pez de mar y de aguas profundas que vive entre 1113-1153 m de profundidad.

## Distribución geográfica
Se encuentra en el Océano Antártico.

## Observaciones
Es inofensivo para los humanos. 